# Симеон Дянков
Симеон Денчев Дянков е български финансист и политик, свързан с партията ГЕРБ.
Той е заместник министър-председател и министър на финансите в първото правителство на Бойко Борисов (2009 – 2013). През март 2023 година оглавява Фискалния съвет, държавен орган за независимо наблюдение и анализ на публичните финанси.
Симеон Дянков е сред първите 1% икономисти в света по брой публикации и цитирания в класацията на RePEc (онлайн библиографска база данни за изследвания по икономиката, достъпна безплатно в интернет). Симеон Дянков e #194 в световната листа на най-изтъкнатите икономисти и финансисти към октомври 2023 година, #23 в Обединеното кралство и #1 в България. Дянков има 68 хиляди цитирания в научни издания към октомври 2023 година.
Симеон Дянков заема второто място в класацията „Политик на 2009 година“, организирана сред слушателите на Дарик радио и читателите на DarikNews.bg. За него са гласували 58 420 души или 29% от участниците.
През май 2012 г. Симеон Дянков е избран за председател на Надзорния съвет на Европейската банка за възстановяване и развитие (ЕБВР), като за първи път от създаването на банката през 1991 г. за председател е избран представител на бивша социалистическа страна, а през юни 2012 г. е поканен за член на Консултативния съвет в областта на науката и знанието на Световната банка.
Дянков участва активно с медийни коментари в защита на Украйна. Войната там носи огромни човешки жертви, разрушена инфраструктура, загуби на производствен капацитет, особено в енергийната система, както и загуба на две-трети от инвестициите. Нужен е общ отпор от страна на Европейския Съюз.

## Биография
Симеон Дянков е роден в София на 13 юли 1970 г. Неговият прапрадядо Михо Минков-Гълъба е бил търговец от чорбаджйски род и депутат в Учредителното (приело Търновската конституция), Първото велико народно събрание, заседавало по избирането на български княз (избран е Александър Батенберг), Второто велико народно събрание, и Първото, и Второто обикновени народни събрания, в общо пет последователни мандата.
Симеон Дянков завършва елитната Гимназия за чужди езици „Екзарх Йосиф I“ в Ловеч, известна като Немската гимназия – най-старата езикова гимназия в България, която преди това е била Американски девически колеж. След завършване на гимназия се явява на кандидатстудентски изпити, където изкарва най-високи оценки за цялата страна и се записва във Висшия икономически институт „Карл Маркс“ (днес Университет за национално и световно стопанство), специалност „Международни икономически отношения“, възползвайки се от нововъдената след 1989 година възможност да не отслужва веднага, а да отложи казармата, след завършване на университет.
След 10 ноември 1989 г. се премества във Виенския университет,), а след това в Свободния университет на Западен Берлин. През 1991 г. заминава за Питсбърг, където защитава докторска степен по международни търговски и финансови отношения в Университета в Питсбърг. По-късно, 1997, получава степен „доктор на икономическите науки“ от Мичиганския университет. През 1995 г. постъпва на работа в Световната банка, където достига до поста главен икономист на вицепрезидентското поделение „Финансов и частен сектор“ (на английски: the Chief Economist of the Finance and Private Sector Vice-Presidency), което работи по развиващата се световна финансова криза.
Паралелно на работата си в Световната банка изпълнява и длъжността директор на научен център по икономика в Харвард. Там се среща с Андрей Шлейфер, с когото през 2003 г. публикува съвместно изследване Доклад на Световната банка за „Правене на бизнес“ (Doing Business Report относно състоянието на свободния пазар в бившите страни с прекалено регулирани държавни стопанства от социалистическия лагер), което е отразено от американските медии; Doing Business има 16 000 медийни цитирания и над 100 000 продадени копия. От 2004 до 2009 г. Дянков е асоцииран редактор на „Списание за сравнителна икономика“ („Journal of Comparative Economics“).
От 2014 година Дянков е директор за приложни научни изследвания в Института за финансови пазари в Лондонско училище по икономика и политически науки. Там води проект за последиците от пандемията през 2019 – 2022 година. Издава две книги с научни изследвания за развиващия се свят, които показват, че много бизнеси са влезли в сивата икономика в опит да се спасят от икономическите тежести на кризата. В развитите икономики пандемията увеличава разликата в икономическите възможности между мъже и жени, докато броят на компаниите, които влизат в несъстоятелност, пада благодарение на щедри държавни помощи.
Неговите научни изследвания също разглеждат увеличаващата се неравноправност в Русия, особено по време на войната в Украйна.

## Идеи
Любим икономист на Дянков е Нобеловият лауреат Фридрих Хайек – основен пропонент на класическия либерализъм и свободния пазар, а като любима икономическа теория посочва тази за съзидателното разрушение (creative destruction) на Йозеф Шумпетер. Макар че Дянков не е политик, а специалист финансист, той заема постове като министър на финансите и вицепремиер, с което прави политическа кариера.

### Депозиране на фискалния резерв
На международна дискусия за реформите в страните нови членове на ЕС, организирана в София от Институт „Отворено общество“ и Световната банка, Симеон Дянков предлага идеята част от фискалния резерв на България (в размер на 8 милиарда лева към датата на предложението) да се сложи на депозит в търговски банки за по-висока доходност.
Политици и икономисти отхвърлят тази идея на Дянков, като подуправителят на БНБ Калин Христов коментира че идеята не е нова, а е лансирана сред обществото от Милен Велчев и неговия заместник Красимир Катев още по време на управлението на правителството на Симеон Сакскобургготски. Междувременно става ясно, че Пламен Орешарски и Иван Искров през 2008 година са изпреварили Дянков и са реализирали предложението му, сключвайки тайно споразумение за слагане на депозит в търговски банки на голяма част от фискалния резерв на България.

### Ведомства извън столицата
На 10 ноември 2009 година на среща с предприемачи във Варна Дянков лансира идея най-малко 3 министерства и няколко държавни агенции да се изнесат от столицата в провинцията. Идеята е подкрепена от председателя на Парламентарната комисия по местно самоуправление и регионална политика Любен Татарски – депутат от ГЕРБ и бивш кмет на Разлог, и председателя на Българската стопанска камара Божидар Данев.

### Забрана на руска ядрена технология
Дянков е отявлен противник на използването на руски ядрени реактори в България. През 2012 година, заедно с тогавашния министър на енергетиката Делян Добрев приемат закон за забрана на руски технологии в АЕЦ Белене. През 2013 министър Дянков коментира за натиска от страна на руските ядрени компании: 
„Показали сме, че не се страхуваме от Русия и руските енергийни гиганти. Ако трябва, ще ги пляскаме.“

## Политическа кариера
През февруари 2009 г. Бойко Борисов е на посещение във Вашингтон, където е поканен на т.нар. молитвена закуска с президента Барак Обама. Борисов посещава и централите на Световната банка и МВФ, за да проучи какви са ефикасните мерки за борба с надвисналата тогава световна финансова криза. Сред поканените на срещата е Симеон Дянков в качеството му на икономист на отдела на Световната банка по антикризисни мерки. Борисов разговаря с Дянков след официалната среща и по време на разговора им „на 4 очи“ Дянков спечелва Борисов, след като му излага свои оригинални решения и предложения за излизане на България от кризата.

### Вицепремиер и финансов министър
След като Симеон Дянков е предложен от Бойко Борисов за вицепремиер и финансов министър и съответно избран за член на Министерския съвет, в пресата се появяват публикации, че Дянков е с двойно гражданство – българско и американско. Пресслужбата на Министерството на финансите разпространява декларация, че „г-н Симеон Дянков е български гражданин, който през годините на служба в Световната банка е бил с дипломатически статут. Световната банка е международна финансова институция, в която работят и сътрудничат експерти от цял свят, а нейният централен офис е разположен във Вашингтон, САЩ. Назначаването на г-н Симеон Дянков на позицията вицепремиер и министър на финансите не е в разрез нито с Конституцията на Република България, нито с някой от законите на страната.“
Като вицепремиер и министър на финансите Симеон Дянков координира работата на редица министерства и агенции.

### Малък бюджетен дефицит
През август 2009 г. (първия месец от встъпването на Дянков в длъжност) бюджетният дефицит е съкратен 5-кратно чрез анулиране на капиталови разходи от правителството, предвид предизборното обещание на ГЕРБ да няма дефицит за годината. До края на 2009 г. дефицитът спада до 0,8% – т.е. тогава най-нисък за еврозоната, за което Дянков и България получават похвали от икономисти и политици. Някои икономисти предполагат, че дефицит от 500 млн. лв. се дължи на нереалните очаквания на Дянков за приходи от митниците, но в действителност митниците успяват да съберат повече от очакваните приходи за 2009. Въпреки това след разкриване на редицата неотчетени задължения и съгласуването им с Евростат окончателният размер на дефицита е 4,7% Той остава по-нисък от средния за еврозоната – 6,4% (за сравнение за същия период Германия има дефицит от 3,2%, а Гърция – 12,7%). Заради успешната макроикономическа политика агенция „Стандард енд Пурс“ променя на 1 декември 2009 г. перспективата за България от „негативна“ на „стабилна“. България е единствената в ЕС, която получава подобна оценка от началото на финансовата криза. На 22 юли 2011 „Мудис“ повишава кредитния рейтинг на България от Baa3 на Baa2 със стабилна перспектива.

#### Залагане на малкия бюджетен дефицит в конституцията
През февруари 2011 екип на финансовото министерство под ръководството на Симеон Дянков предлага ограничения за държавните разходи – бюджетен дефицит не повече от 3% от брутния вътрешен продукт, държавен дълг не повече от 40% от БВП и ограничаване на преразпределителната роля на държавата до 38% – да се запишат в конституцията. Това е влагане в конституцията на т.нар. „финансов борд“, предлаган за въвеждане по-рано (2010) от СК и Иван Костов, и икономисти от групата Macro Watch. Поддръжниците на тази идея изтъкват, че подобни заложени в конституцията ограничения има в страни като Германия, Швейцария и Естония, докато противниците изтъкват, че подобно вписване в конституцията е излишно при положение, че такива изисквания към бюджета така или иначе са налични от ЕС.

#### Други предложения за промени в конституцията
Друга промяна в конституцията, която в началото на февруари 2011 Дянков заявява, че ще поиска, е да има референдум за преките данъци. Той я аргументира със съществуването на подобна практика в Швейцария. По-късно (на 8 февруари) Дянков се отказва от тази идея, защото тя не среща особено поддръжници, вместо това алтернативно предлага такава промяна да се гласува от 2/3 от народните представители.

### Бюджет 2010
В проекта на Закон за държавния бюджет за 2010 г. на правителството на Бойко Борисов се оказва, че е допусната грешка, определена по-късно като „техническа“, от финансовото министерство и от министерството на труда и социалната политика за помощите за отглеждане на близнаци и еднократното подпомагане на майки студентки. Симеон Дянков отказва да коментира отлагането за юли 2010 г. на увеличение към добавките към вдовишките пенсии и накъде ще бъде пренасочен освободеният от това финансов ресурс.
Бюджет 2010 е приет на първо четене без дебати. На второ четене обаче дебатите продължават 17 часа и приключват в ранните часове на 2 декември 2009 г., с което се нарушава парламентарната традиция Законът за държавния бюджет да се приема в последните дни на календарната година.
През месец юни 2010 бюджетът за текущата година е преразгледан, като са съкратени с 20% средствата на всички ведомства, освен на МВР. В края на годината бюджетният дефицит достига 3,9%.

#### За закриване на БАН
След противоречията, възникнали по повод израза „феодални старци“, както и твърдението, че в БАН не се прави наука, по повод Бюджет 2010, в предаването „Неделя 150“ на БНР на 13 декември 2009 г., чрез спорния, с оглед резултатите от извършения европейски одит на БАН, аргумент, че България е на последно място по конкурентоспособност на науката, Дянков отправя упреци не към нивото и качеството на научния продукт на БАН, а към академията като институция, място и средище за научен обмен. Дянков поддържа мнението си, че БАН следва да се закрие, а научните ѝ институти да се влеят или да минат под шапката на множеството университети в България, като в подкрепа на становището си, заявява, че е и създател на „научен институт за приложна икономика и психология в най-великия университет в света – Харвард“.

### Бюджет 2011
В бюджет 2011 е заложен дефицит от 2,5% от БВП, като в края на годината са постигнати 2,5% (т.е. планирани 1,963 млрд. лв., изпълнени 1,582 млрд. лв.). Изпълнени са 99,5% от данъчните и 101% от неданъчните приходи, 96,9% от планираните преки данъци, 102,2% от косвените данъци и 103,2% от други данъци. Приходите от социалноосигурителни и здравни вноски са 95,8% от заложените, а от неданъчни приходи и помощи са събрани 86,9% от планираните.

### Бюджет 2012
Бюджет 2012 е гласуван на първо четене в парламента, за този бюджет Дянков казва, че си поставя консервативни фискални цели.

### Уволнява председателя на Професионалното обединение на държавните служители
На 9 януари 2012 г. Симеон Дянков прекратява служебното правоотношение на своя служител и председател на Професионалното обединение на държавните служители Иван Нейчев под предлог закриване на длъжността, въпреки наличието на свободни бройки в същата дирекция и високите оценки, получавани от служителя през всички години на работа в МФ. За разлика от работещите по трудово правоотношение, държавните служители не се ползват от законова защита при извършване на синдикална дейност. Според източници от МФ, истинската причина за съкращаване на длъжността са дейностите на Нейчев в защита на интересите на служителите, вкл. спечеленото дело в Комисията за защита от дискриминация.

### За политиката на ГЕРБ
На втория конгрес на ПП ГЕРБ Дянков настоява делегатите да работят за втори мандат на партията, за да бъдат завършени успешно стартиралите реформи, които според него ще издигнат България до нивото на средноевропейска богата държава.

### Оставка
На 18 февруари 2013 г. Дянков подава оставка от постовете вицепремиер и министър на финансите. На 20 февруари 2013 г. министър-председателят решава да подаде оставката на целия кабинет, но Симеон Дянков продължава да работи в кабинета.

## Противоречия

### Резиденция Бояна
През декември 2009 година в. „168 часа“ съобщава, че Симеон Дянков живее със семейството си в резиденция Бояна, без да плаща наем. Във вестника се твърди, че по закон такова право имат само премиерът, президентът и председателят на народното събрание на България (всъщност не се уточнява за кой закон става дума и това дали такъв съществува остава под въпрос). В предаването „Неделя 150“ на БНР Симеон Дянков казва „Нямам охрана, няма никакви специални грижи към мене. Плащам си за обучението на децата и за обучението им по български език, за пране, за гледачка, когато се наложи, за храна“. В интервю за в. „168 часа“ от 8 – 14 януари 2010 г. Дянков казва: „Искам да уточня, че не живея в представителната част (на Бояна) и сам си плащам за всичко – храна, обслужване, пране, гледачки. Всичко.“

### Бюджет 2010

#### Оценки
Сблъсъкът между опозицията и управляващите по приемането на бюджет 2010 се фокусира върху това дали бюджетът е антикризисен или не.
Според изказване на министър-председателя Борисов при обсъждането на проектозакона отразеният в него сценарий за развитие на българската икономика няма алтернатива, всяка промяна на заложените параметрите е опасност за излизането на страната от кризата. Според финансовия министър Дянков проектобюджетът за 2010 г. е насочен към повишаване на покупателната способност на всички българи и може би най-силната заявка на България за влизане в еврозоната. Според Симеон Дянков проектобюджетът посочвал, че кабинетът няма да позволи рязко намаляване на заплати и пенсии, каквото се случва в съседни страни.
Експерти, свързани с опозиционните партии, критикуват приетия без дебати от XLI народно събрание бюджет.
Този бюджет е определен като балансиран предвид условията на световна финансова криза.

#### Финансиране на БАН
На 13 ноември 2009 г., на 65-годишнината от създаването на Съюза на учените в България президентът Георги Първанов по повод Бюджет 2010 се застъпва за по-високо финансиране на науката като антикризисна мярка, която ще издърпа България по-напред след кризата. В отговор Дянков заявява, че не дава повече пари за учените в Българската академия на науките, които нарича „феодалните старци“, визирайки възрастта им и нереформираните структури на БАН (виж по-горе). БАН отговаря същия ден на критичните изказвания на Дянков с декларация.

### Отношения с Русия
На 27 септември 2012 заявява „Ако трябва, ще пляскаме руснаците“ по повод строителството на АЕЦ Белене в България и договорките с руската страна. Впоследствие на 23 януари 2013 на посещение в Москва в интервю за „Российская газета“ заявява, че ще затопля отношенията с Русия и че „България залага на руските инвестиции“, което става в седмицата на референдума за или против ядрена енергетика в Бъргария, в това число АЕЦ Белене, към това добавя, че България ще дава визи за руснаците на границата, което е в противоречие с европейските конвенции и на политиката на ЕС по визовия режим към Русия.
По-късно, след като преподава курсове по политическа икономия в Харвард и Лондонско училище по икономика и политически науки, е назначен за ректор в Новата икономическа школа. Предишният ректор Сергей Гуриев, изявен руски икономист, напуска поста след включването му в списъка на чужди агенти и избягва във Франция през април 2013 година. През юли 2014 година Дянков също е заплашен от включване в списъка на чуждите агенти и напуска университета. През 2014 г. става член от надзорния съвет на ВТБ, към онзи момент тя притежава 30% от българската банка КТБ. През 2015 г. се отказва от подновяване на мандата си заради анексията на Крим.

### Защита на плоския данък
В средата на септември 2009 година президентът на България Георги Първанов лансира проект за икономическа програма, изготвен от експерти от Икономическия институт на БАН по негова инициатива, съдържаща идеи за коренно нова данъчна политика. Предложението е за 1000 лв. необлагаем минимум и две прогресии от 10% и 20%. Още преди да е публикувана, по информация за нея от медиите, Дянков определя идеята за премахване на плоския данък, въведен в България година по-рано от правителството на Сергей Станишев, като „малоумна“. След изказването на Дянков премиерът Бойко Борисов, който е критикуван тогава и от опозицията (БСП и ДПС), и от поддържащите го партии (Синя коалиция, РЗС и Атака), и от президента, че няма антикризисна програма, съобщава, че правителството незабавно ще обсъди такава.
След запознаването на Дянков с изготвената програма, той я определя като „План Жан Виденов 2“. На квалификациите на Дянков Първанов отговаря, че „един министър се опитва да го играе премиер“.

## Скандали

### Свидетел за огласяването на тайна
През ноември 2009 г., когато Дянков огласява от парламентарната трибуна наличието на тайно споразумение между финансовия министър от правителството на тройната коалиция и управителя на БНБ, което позволява 1 млрд. лева от фискалния резерв да бъдат депозирани в търговски банки, се оказва, че е огласена поверителна информация. Прокуратурата образува разследване за огласяване на тайна от неизвестен извършител, което за една година не успява да приключи.

### Дело на част от служителите в Министерството на финансите
Комисията за защита от дискриминация установява, че е налице дискриминация на държавните служители спрямо служителите, работещи по трудово правоотношение в Министерството на финансите по отношение на предоставения допълнителен отпуск за ненормирано работно време. В периода януари 2010 – януари 2012 г. държавните служители са имали право на 1 допълнителен ден отпуск срещу 5 на работещите по трудово правоотношение.

## Приноси
Дянков създава Ideas42 заедно с Антоанет Шоар (MIT Sloan), Елдар Шафир (Принстънски университет) и Сендхил Муленатан (Харвард). Ideas42 е тинк-танк съвместно между IFC (Световна банка) и Харвардския университет. Друг изследовател, работещ за Ideas42, който е от български произход, е Пламен Николов (Харвард).

### Индекс на човешкия капитал
Индексът на човешкия капитал е годишно измерване, изготвяно от Световната банка. Публикувано е за първи път в рамките на нейния Доклад за световното развитие за 2019 г. и е подготвено от Симеон Дянков и Федерика Салиола. Лауреатът на Нобелова награда Пол Ромър пръв започва измервания на този индекс. Приложенията за измерване на човешкия капитал са разработени от Ноам Ангрист, Симеон Дянков, Пинелопи Куджиану Голдбърг и Хари Патринос и са публикувани в научното списание Nature през 2020 г. Тези изводи са разширени в статия от 2021 г. Индексът се използва в проучвания на заетостта и заплатите по държави, например в Украйна след нахлуването на Русия.

## Семейство
Симеон Дянков е женен за американката Керълин Фройнд, с която имат двама сина – Андрей и Марко. Семейството ѝ е от еврейски произход с корени от Тимишоара. Съпругата му до пристигането на семейството в България работи във Федералния резерв под ръководството на Алън Грийнспан, а малко преди преместването им в София получава покана за антикризисния екип на Барак Обама.
Тъст на Дянков е физикът Питър Фройнд. Преподава в Чикагския университет. Има приноси за основите на струнната теория, по-специално към 26-мерния модел на Вселената. Тъщата на Дянков е професор по психология в Чикагския университет.

## Публикации
- ((en)) Новата сравнителна икономика, 15 март 2003
- ((en)) Предприемачество: Първи резултати от Русия, Световна банка, ноември 2004
- ((en)) Сравнение на предприемачеството в Китай и Русия?[неработеща препратка], 2005
- ((en)) Частния кредит в 129 страни, Световна банка, януари 2005
- ((en)) Кои са предприемачите на Русия? Архив на оригинала от 2009-11-22 в Wayback Machine., Бъркли, март 2005
- ((en)) Кои са предприемачите на Китай? Архив на оригинала от 2012-09-07 в Wayback Machine., октомври 2005
- ((en)) Търговия на време, Световна банка, януари 2006
- ((en)) Произвежда ли корупцията опасни шофьори, февруари 2006
- ((en)) Предприемачеството в Бразилия, Китай и Русия Архив на оригинала от 2009-02-05 в Wayback Machine., юни 2006
- ((en)) Колониалният произход на гражданските войни[неработеща препратка], май 2007
- ((en)) Причина за гражданските войни, Световна банка, май 2007
- ((en)) Какво прави един успешен предприемач? Данни от Бразилия Архив на оригинала от 2010-06-14 в Wayback Machine., Бъркли, септември 2007
- ((en)) Ефектът на корпоративните данъци върху инвестициите и предприемачеството[неработеща препратка], Харвардски университет, януари 2008
- ((en)) Кои са ограбените?, Световна банка, юни 2008
- ((en)) Бедността и гражданската война: равносметка на фактите, Световна банка, юли 2008
- ((en)) Дългови практики по света, Световна банка, август 2008
- ((en)) Закони за заетостта в развиващите се страни, Световна банка, октомври 2008
- ((en)) Регламентът за участие: Преглед, Световна банка, октомври 2008
- ((en)) Природни ресурси и реформи[неработеща препратка], март 2009
- ((en)) Демокрация и реформи[неработеща препратка], март 2009
- ((en)) Разкрития на политици Архив на оригинала от 2009-11-22 в Wayback Machine., Харвардски университет, 29 септември 2009